# Dmitri Antonowitsch Prokoschkin
Dmitri Antonowitsch Prokoschkin (russisch Дмитрий Антонович Прокошкин; * 14. Oktoberjul. / 27. Oktober 1903greg. in Naskaftym bei Kusnezk; † 5. Dezember 1988 in Moskau) war ein russischer Materialwissenschaftler und Hochschullehrer.

## Leben
Prokoschkin war Sohn eines Zimmermanns. Wegen der schwierigen Situation während des Russischen Bürgerkrieges wich die Familie 1921 nach Turkestan aus, so dass Prokoschkin das Studium an der Universität Taschkent begann. Er beendete das Studium an der Moskauer Bergakademie 1930 und wurde dann Aspirant in dem gerade gegründeten Moskauer Stahl-Institut MISiS. 1931–1932 wurde er  nach Leningrad abgeordnet für eine weitere Ausbildung an der Artillerie-Fakultät der Militärakademie für Technik der Roten Armee. Anschließend arbeitete er weiter im MISiS. 1936 wurde er zum Kandidaten der technischen Wissenschaften promoviert. Prokoschkins Arbeitsgebiet waren Probleme der Wärmebehandlungen und der chemisch-thermischen Behandlungen der Stähle und der Gewinnung neuer Stähle. Seine Untersuchungen der Legierungselementgehalte in Erzen lieferten 1939 wichtige Argumente für den Bau des Orsko-Chalilow-Metallurgie-Kombinats in Nowotroizk. 1939 wurde er zum Professor ernannt, und 1940 wurde ihm eine Lehrstuhlleitung übertragen.
Während des Deutsch-Sowjetischen Krieges entwickelte Prokoschkin Spezialstähle für Sprengbrandmunition und betonbrechende Granaten. Dies führte zu panzerbrechenden Granaten der Marine, die die Krupp-Panzerplatten durchschlugen. Auch entwickelte er ein Verfahren zum Einsatzhärten von Werkzeugstählen in Cyanid-Salzschmelzen. 1946 wurde er zum Doktor der technischen Wissenschaften promoviert.
1947 wurde Prokoschkin Chef der Hauptverwaltung der polytechnischen Hochschulen und Kollegiumsmitglied im Bildungsministerium der UdSSR.
1959 wurde Prokoschkin Rektor der Staatlichen Technischen Universität Moskau „N. E. Bauman“ (MWTU) (bis 1959) und richtete dort den Lehrstuhl für Technik und Automatisierung der Wärmebehandlung ein, den er bis zu seinem Tode leitete. Er gehörte zu den Begründern der thermomechanischen Behandlungen und des Ionenplattierens. Er entwickelte austenitische nickelfreie Chrom-Mangan-Aluminium-Stähle. Durch Interdiffusionsexperimente analysierte er Legierungen und stellte ihre Phasendiagramme auf. Er führte grundlegende Untersuchungen an Refraktärmetalllegierungen durch. Zu seinen Schülern gehörte J. K. Kowneristy. Daneben leitete Prokoschkin zeitweise das Laboratorium Nr. 7 für Baustähle und Legierungen des Moskauer Baikow-Instituts für Metallurgie und Materialkunde der Akademie der Wissenschaften der UdSSR (AN-SSSR) Schließlich interessierte er sich auch für die Geschichte der Metallkunde und veröffentlichte ein Buch über P. P. Anossow.
Prokoschkins Grab befindet sich auf dem Moskauer Kunzewoer Friedhof. Prokoschkins Sohn war der Physiker Juri Dmitrijewitsch Prokoschkin.

## Ehrungen
- Verdienter Wissenschaftler der RSFSR (1956)